# Sendfile
| QS-Informatik | Dieser Artikel wurde wegen inhaltlicher Mängel auf der Qualitätssicherungsseite der Redaktion Informatik eingetragen. Dies geschieht, um die Qualität der Artikel aus dem Themengebiet Informatik auf ein akzeptables Niveau zu bringen. Hilf mit, die inhaltlichen Mängel dieses Artikels zu beseitigen, und beteilige dich an der Diskussion! (+) Begründung: Das braucht eine komplette Überarbeitung, wenn es nicht entsorgt werden kann. Der Weblink ist als solcher eigentlich nicht geeignet, und als Beleg auch nicht |

sendfile ist eine Implementierung des Simple Asynchronous File Transfer Protokoll (SAFT) für Unix. Es besteht aus den Teilen
- sendfiled – der Server
- sendfile – ein Client zum Verschicken von Dateien
- sendmsg – ein Client zum Verschicken von einzeiligen Nachrichten
- receive – ein Client zum Abholen von empfangenen Dateien
- pussy – sendfiled für nicht-privilegierte Ports, benötigt keine Superuser-Rechte

Beispiele für den sendfile-Client:
```
$ sendfile doku.ps uranus@bigvax.inka.de
$ sendfile -a=Sourcen *.f90 Makefile zrxh0370
```